# Osobní váha

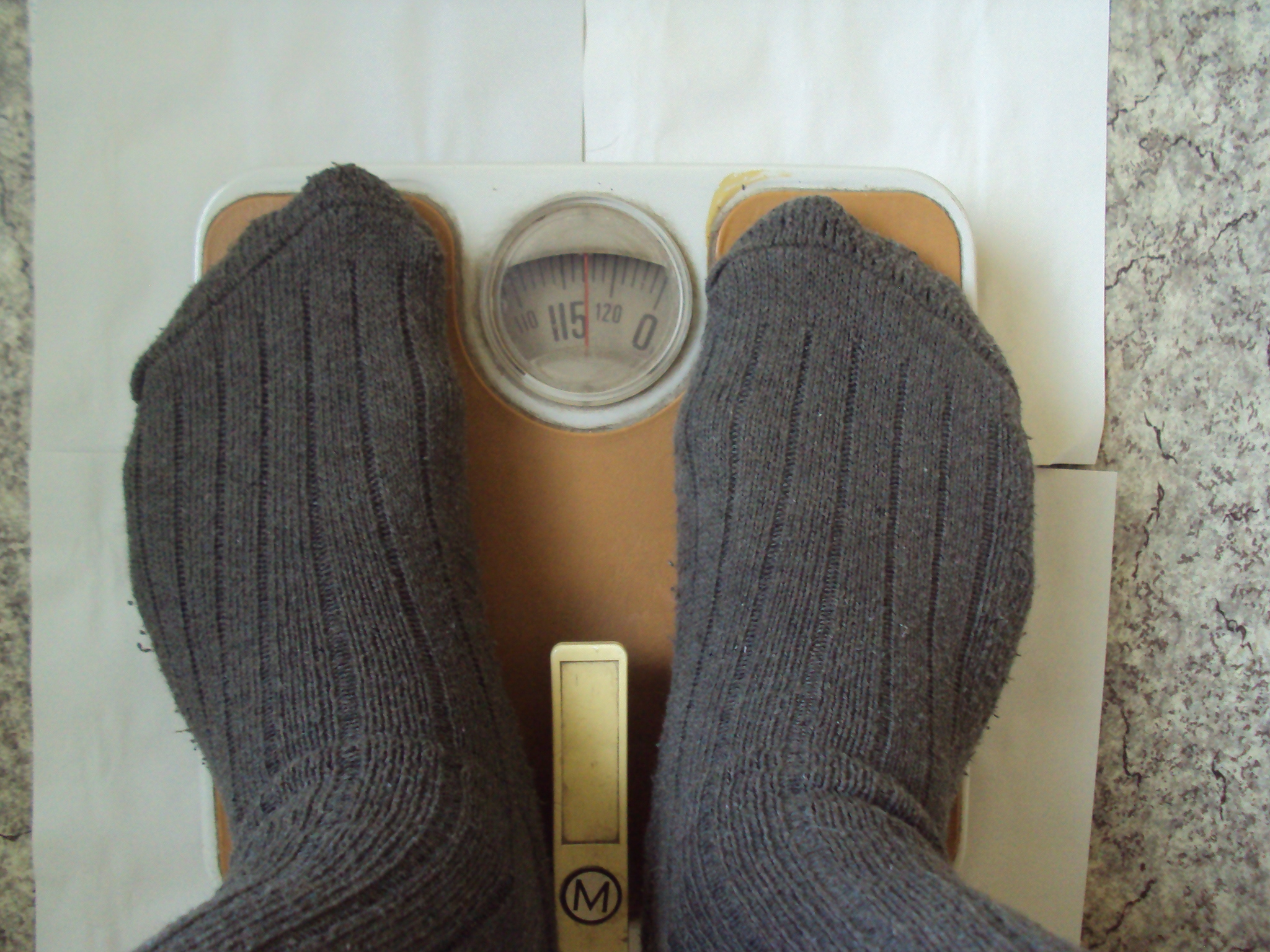
Osobní váha v akci

Osobní váha je měřicí zařízení pro zjištění váhy (hmotnosti) lidí. Prošla dlouhým vývojem a je vyráběna v mnoha variantách od mnoha výrobců na celém světě. Každodenní vážení ale nemusí být optimální.

## Popis
Princip vážení a vývoj konstrukce vah obecně je popsán v pojmu váhy. Osobní váha je konstrukčně vyvinuta pro měření hmotnosti lidí na povrchu Země. Nyní jsou na trhu váhy digitální a poskytující zákazníkům mimo hodnoty jejich hmotnosti další informace (např. hodnoty tělesného tuku a tělesné vody, automatický přenos dat k lékaři). Váhy jsou v různých tvarech podle potřeby použití, pro novorozence (s lehátkovou vaničkou) či dospělé osoby. Běžné váhy jsou určeny pro osoby s hmotností do 120 - 150 kg.

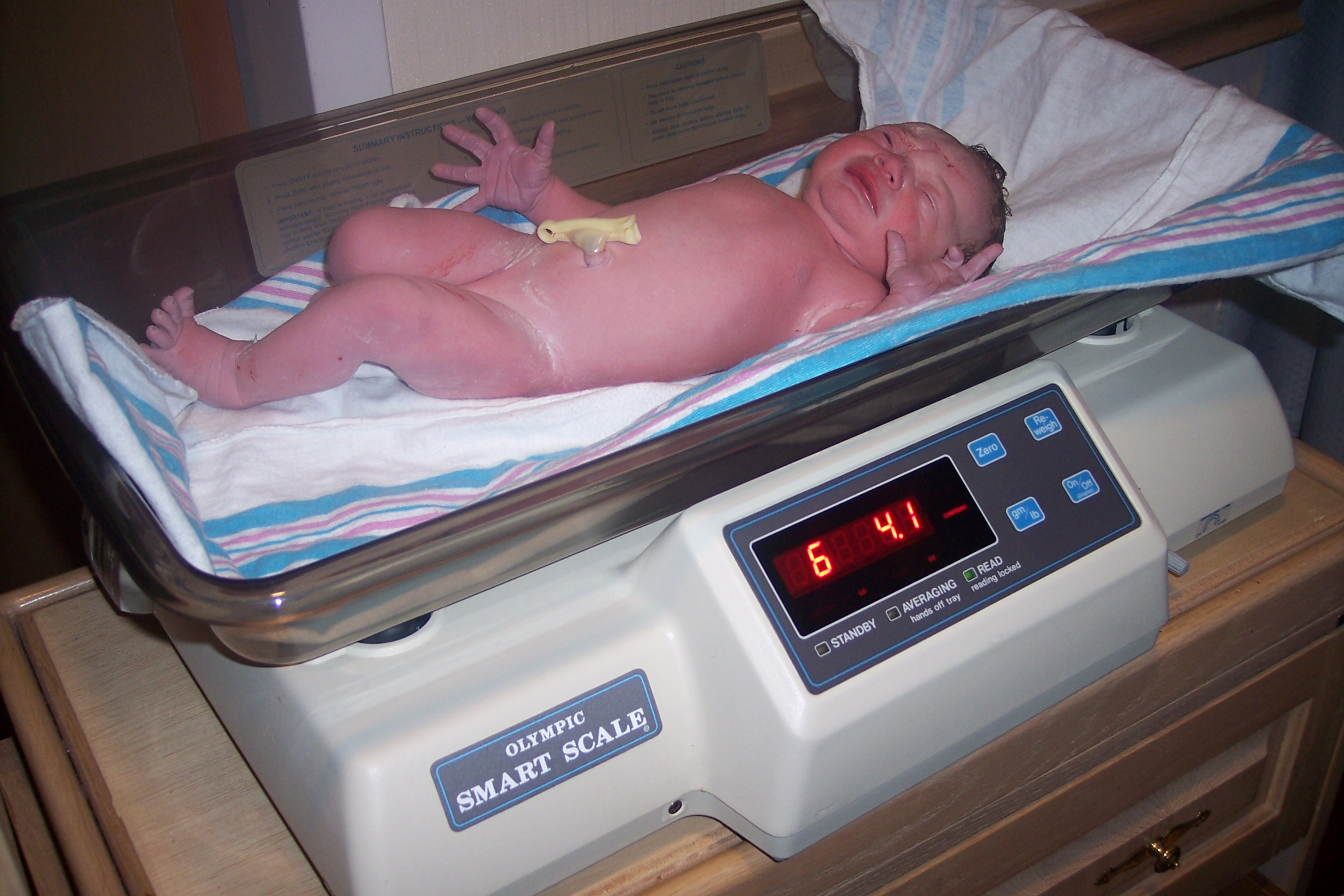
Váha na měření novorozenců